# Mike Wheeler
Michael „Mike“ Wheeler je fiktivní postava z amerického hororového seriálu Stranger Things společnosti Netflix. Postavu Mikea ztvárňuje kanadský herec Finn Wolfhard, vytvořena byla bratry Dufferovými.

## Život
Mike je synem Karen a Teda Wheelerových, má také starší sestru Nancy a mladší sestru Holly. Jeho nejlepšími přáteli jsou Lucas Sinclair, Dustin Henderson a Will Byers, s nimiž často tráví čas hraním hry Dungeons & Dragons. 
Když se Will jednoho dne ztratí, Mike, Lucas a Dustin se jej snaží najít. Při hledání narazí na dívku Jedenáctku (v anglickém znění Eleven, zkráceně El). Mike se postupně dozvídá, že El ví něco o Willově zmizení a požádá ji o pomoc při hledání. Během společného trávení času si vybudují silné pouto a začínají k sobě chovat city. Jakmile je Will nalezen, je Mike šťastný, že se domů vrátil v pořádku, nicméně je stále zdevastován tím, že se El obětovala, aby ostatní zachránila před Demogorgonem.
Ve druhé sérii je rozčílený, že je El pryč. Každý večer jí volá s nadějí, že se jednoho dne vrátí. Zprvu má zdrženlivý vztah s novou studentkou Max, o niž mají Lucas a Dustin zájem a chtějí, aby se připojila k jejich skupině. Will odhalí Mikeovi své vzpomínky z dimenze „Vzhůru nohama“ a doprovází Joyce, Boba a Willa do laboratoře, když se Willův zdravotní zhorší. Když se El znovu objeví, je šťastný, že v bitvě nemusí bojovat bez ní, ale zároveň je naštvaný na Hoppera za to, že ji před ním celý rok skrýval. Mike je klíčem k získání Willovy paměti zpět a řekne ostatním, aby zavřeli bránu. Předtím, než Jedenáctka odejde, aby zavřela bránu, Mike jí řekne, že jí nemůže znovu ztratit a ona mu slíbí, že se tak již nestane. Měsíc po uzavření brány se spolu zúčastní Zimního bálu a políbí se.
Ve třetí sérii se Jedenáctka stane Mikeovou přítelkyní.

## Přijetí
V recenzi třetí řady Stranger Things Judy Berman z časopisu Time uvedla, že postava Mikea Wheelera je „každou sérii lepší“. Darren Franich z časopisu Entertainment Weekly ocenil proměnu Mikea z dítěte na teenagera. Ritwik Mitra ze Screen Rant napsala, že „postava, kterou Wolfhard ztvárňuje, je jednou z nejlepších postav v seriálu“.

### Ocenění
S dalšími představiteli hlavních postav získal ocenění za „nejlepší obsazení dramatického seriálu“ na Screen Actors Guild Awards. Dále byl nominován například na cenu Teen Choice Awards v kategorii „nejlepší seriálový herec sci-fi/fantasy“ nebo společně s Millie Bobby Brownovou, představitelkou Jedenáctky, na cenu MTV Movie & TV Awards v kategorii „nejlepší polibek“.